# Felsőzsember
Koordináták: é. sz. 48,2648°, k. h. 18,7413°48.264800°N 18.741300°E
Felsőzsember (szlovákul Horné Žemberovce) Zsember településrésze, korábban önálló falu Szlovákiában, a Nyitrai kerület Lévai járásában.

## Fekvése
Lévától 12 km-re északkeletre, a Selmec bal partján fekszik.

## Története
A régészeti leletek tanúsága szerint területén az újkőkortól a bronzkoron (lausitzi kultúra ) át a római korig folyamatosan éltek emberek. 1956-ban a Hradisko nevű falurészen végeztek régészeti feltárásokat, ahol számos, a 10. – 12. századra tehető cserépmaradvány került elő. A község első említése 1256-ból való. 1332-ben a pápai tizedjegyzék szerint már állt a falu temploma. A község a Zsembery család ősi birtoka, később helyi nemesek a birtokosai.  A 15. századtól különböző alakban szerepel a település neve az írott forrásokban. 1483-ban Felsewsember néven említik. 1570-ben az Esztergomi Szandzsák adóösszeírásában a korábbi Felsőzsembert Nagyzsember néven említik 22 háztartással. 1664-ben az Érsekújvári Vijalet összeírásában Felsőzsembernek 49 adózó háztartása volt 16.846 akcse kivetett adóval. 1715-ben 4 kúria és 32 háztartás volt a községben. 1828-ban 100 házában 614 lakos élt. A 18. században a Boross és Szulyói családok, a 19. században a Benyovszky család voltak a főbb birtokosok. Lakói mezőgazdasággal, szőlőműveléssel, szövéssel, kosárfonással, faáruk készítésével foglalkoztak.
Vályi András szerint "Alsó, és Felső Sember. Két tót falu Hont Várm. Alsónak földes Ura Zsembery; Felsőnek pedig Bars Urak; lakosaik katolikusok, fekszenek egymáshoz közel; határbéli földgyeik középszerűek, vagyonnyaik külömbfélék."
Fényes Elek szerint "Zsember (Felső), Honth m. tót f. 310 kath., 290 evang. lak. Kath. és evang. templomok. Kastély. Szőlőhegy. F. u. a Baros nemzetség. Ut. p. Báth."
A trianoni békeszerződésig Hont vármegye Báti járásához tartozott.

## Népessége
1910-ben 688, többségben szlovák lakosa volt, jelentős magyar kisebbséggel.
2001-ben Zsember 1243 lakosából 1221 szlovák volt.

## Nevezetességei
- Római katolikus temploma 1754-ben épült.
- Evangélikus temploma 1886-ban épült.

## Híres szülöttei
- Baross László növénynemesítő

## Külső hivatkozások
- Hivatalos oldal
- Községinfó
- Zsember Szlovákia térképén
- Travelatlas.sk
- E-obce.sk Archiválva 2008. február 19-i dátummal a Wayback Machine-ben